# Herita
Herita vzw is een organisatie die waardevolle historische plekken en monumenten in Vlaanderen beheert en restaureert. Herita ontstond in 2012 door fusie van Erfgoed Vlaanderen, het Forum voor Erfgoedverenigingen en het Vlaamse Coördinatiecentrum Open Monumentendag.
Het erfgoed dat de vereniging beheert wordt opengesteld voor het publiek. Doel daarvan is het draagvlak voor onroerend erfgoed in Vlaanderen te verbreden en verdiepen. Herita steunt op het werk van vele vrijwilligers en wordt ook ondersteund door de Vlaamse overheid.
In 2024 werd Herita erkend als eerste Vlaams erfgoednetwerk, dat naast beheer ook op zoek gaat naar gepaste oplossingen zoeken voor erfgoedlocaties.

## Monumenten waarover Herita het beheer heeft
| Monument                                            | Plaats       | foto |
| --------------------------------------------------- | ------------ | ---- |
| Erfgoedhuis Den Wolsack en de Hofkamer              | Antwerpen    |      |
| Koninklijk Paleis op de Meir                        | Antwerpen    |      |
| Molen van Hoeke                                     | Damme        |      |
| Trammuseum van Schepdaal                            | Dilbeek      |      |
| Abdij van Herkenrode                                | Hasselt      |      |
| Kasteel van Horst                                   | Holsbeek     |      |
| Fort Napoleon                                       | Oostende     |      |
| Onze-Lieve-Vrouw van Steenbergenkapel               | Oud-Heverlee |      |
| Kasteel Beauvoorde                                  | Veurne       |      |
| Kasteel van Heers                                   | Heers        |      |
| Kasteel van Laarne (Vanaf 1 juli 2022 voor 40 jaar) | Laarne       |      |